# 陳国令
陳国令（ちん こくれい）は中華人民共和国の軍人。中国人民解放軍中将、前南京軍区政治委員。

## 履歴
- 1968年 - 入隊、砲兵第10師32団政治委員
- 1985年 - 中国人民解放軍第16集団軍砲兵旅政治委員、守備第2師政治委員、戦車第4師政治委員、集団軍政治部主任。
- 1999年 - 集団軍政治委員

- 2001年7月 - 中国人民解放军第39集団軍政治委員

- 2004年 - 広州軍区副政治委員兼紀律検査委員会書記

- 2006年 - 中将

- 2007年 - 南京軍区政治委員

- 2010年7月19日 - 上将[1]。

- 2012年1月 - 退役

中共第十七届中央委員。

## 補足
陳国令は軍に影響を与える理論家で『解放軍報』紙上で三つの代表支持と共産党員先進性教育の保持展開の必要性を訴えている。